# Italiens Davis Cup-lag
Italiens Davis Cup-lag (italienska: Squadra italiana di Coppa Davis) representerar Italien i tennisturneringen Davis Cup, tidigare International Lawn Tennis Challenge. Italien debuterade i sammanhanget 1922, och främsta meriten är vinsterna åren 1976, 2023 och 2024. Man spelade även final 1960, 1961, 1977, 1979, 1980 och 1998.